# Tayyiba Haneef-Park
Tayyiba Mumtaz Haneef-Park (* 23. März 1979 in Upland, Kalifornien) ist eine US-amerikanische Volleyballspielerin.

## Karriere
Haneef-Park begann an der Laguna Hills High School, die sie von 1993 bis 1997 besuchte, mit dem Volleyball. Außerdem war sie an der High School im Hochsprung aktiv. Von 1998 bis 2001 studierte sie an der Long Beach State und erhielt im Volleyball-Team der Universität diverse Auszeichnungen. Im Mai 2001 debütierte die Universalspielerin in der US-amerikanischen Nationalmannschaft, mit der sie im folgenden Jahr bei der Weltmeisterschaft in Deutschland das Finale erreichte. In der Saison 2002/03 spielte sie beim italienischen Verein Pallavolo Reggio Emilia. Anschließend belegte Haneef-Park mit den USA jeweils den dritten Platz beim Grand Prix 2003 und beim World Cup. Nach einem erneuten dritten Rang beim Grand Prix 2004 nahm sie an den Olympischen Spielen in Athen teil; dort unterlag das US-Team im Viertelfinale gegen Brasilien und wurde somit Fünfter. In der folgenden Saison spielte Haneef-Park in Japan bei Takefuji Bamboo. Bei der Weltmeisterschaft wurden die USA Neunte. Die Universalspielerin wechselte nach Russland zu VK Dynamo Kasan. 2007 wurde sie mit der Nationalmannschaft Dritte der Panamerikanischen Spiele, Vizemeisterin der NORCECA-Meisterschaft sowie Dritte beim World Cup. In der Saison 2007/08 war sie in der Türkei bei Eczacıbaşı Istanbul aktiv. Im Finale des olympischen Turniers 2008 mussten sich die USA wieder Brasilien geschlagen geben und gewannen Silber. Haneef-Park ging erneut eine Saison nach Japan und spielte bei Pioneer Red Wings. 2010 kehrte sie aus der Babypause zurück und wechselte zu ihrem heutigen Verein Igtisadchi Baku. Mit der Nationalmannschaft wurde sie beim World Cup 2011 Zweite. 2012 in London nahm sie zum dritten Mal an den Olympischen Spielen teil und gewann nach einer erneuten Finalniederlage gegen Brasilien Silber.

## Privates
Haneef-Park heiratete im Mai 2007 den Air-Force-Piloten Anthony Park. Im März 2010 brachte sie ihr erstes Kind zur Welt.